# Tôm

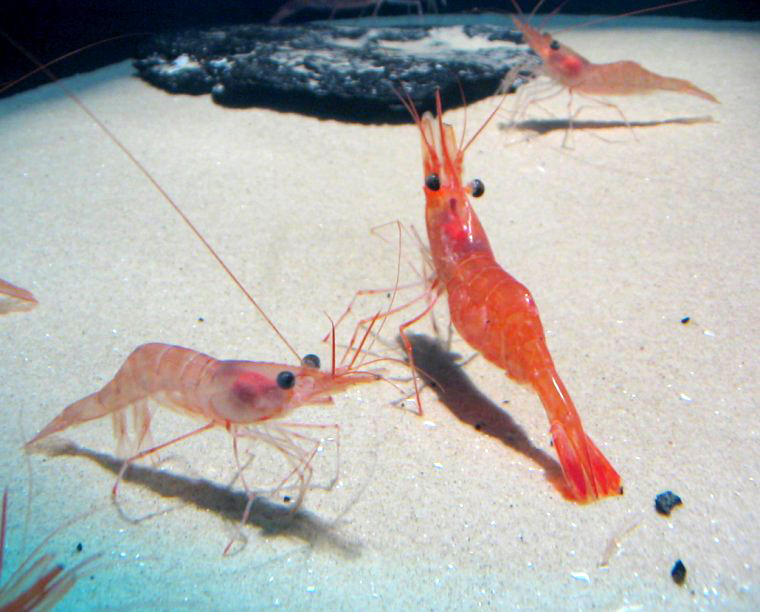
Vài con tôm đang bơi trong nước

Tôm là từ chỉ phần lớn các loài động vật giáp xác trong bộ giáp xác mười chân, ngoại trừ phân thứ bộ Cua bao gồm các loài cua, cáy và có thể là một phần của cận bộ Anomura bao gồm các loài tôm ở nhờ (ốc mượn hồn).

Hoạt hình mô tả cách bơi ngược mà nhiều loài tôm có thể sử dụng trong một số trường hợp thoát hiểm.

Chúng đa phần là động vật ăn tạp sống ở dưới nước, bao gồm các loài sống ở nước biển, như tôm hùm càng, và các loài sống ở vùng nước ngọt, như tôm đồng, và nước lợ, như tôm càng xanh. Di chuyển trong nước, chúng có thể bò bằng chân, bơi bằng khua chân, hoặc trong một số trường hợp bơi ngược bằng cách gập người để thoát hiểm - một kiểu bơi rất đặc trưng của nhiều loài tôm.
Hầu hết các loài tôm đều có thể là nguồn thức ăn giàu protein cho con người, trong đó có nhiều loại là thủy hải sản có giá trị thương mại rất cao.

## Phân loại
Cụ thể các loài tôm được nằm trong các phân loại khoa học như sau: 
- Bộ Decapoda
  - Phân bộ Pleocyemata
    - Caridea: Tôm thực sự
    - Stenopodidea: Tôm sọc đỏ trắng
    - Polychelida: Các loài tôm chuyển tiếp giữa dạng tôm thực sự và tôm hùm, là các động vật giáp xác mù, sống ở đáy, giống tôm hùm.
    - Achelata: Nhóm tôm hùm không càng. Tôm hùm nuôi và đánh bắt ở Việt Nam thuộc nhóm này.
    - Glypheoidea: Tôm hùm glypheoid, đôi khi được gộp trong cận bộ Astacidea như là một siêu họ.
    - Astacidea: Hai nhóm (Astacoidea và Parastacoidea) tôm đồng, tôm sông, một nhóm tôm hùm thực sự (có càng) (Nephropoidea), và một nhóm tôm hùm đá ngầm (chi Enoplometopus).
    - Thalassinidea: "Tôm hùm bùn" và "tôm ma".
    - Anomura: Tôm ở nhờ

  - Phân bộ Dendrobranchiata: Tôm pan đan, tôm thẻ, tôm he.

## Giải phẫu

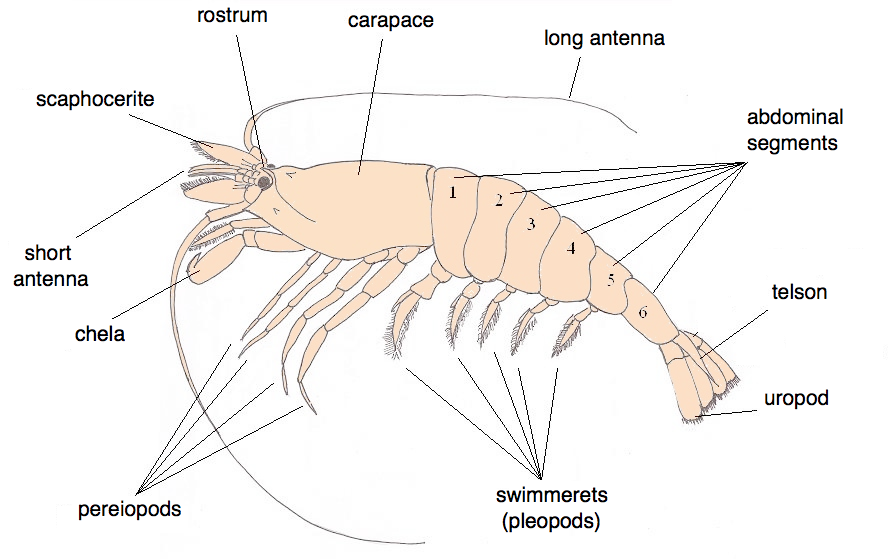
Sơ đồ giải phẫu bề ngoài của loài tôm crangon crangon, thể hiện các bộ phận cơ thể của tôm có thể thấy được từ bên ngoài

Cơ thể của tôm, nhìn từ bề ngoài, có thể được phân chia thành hai phần: phần thứ nhất là đầu và ngực hợp nhất thành phần đầu ngực (tên khoa học là cephalothorax), và phần thứ hai là phần bụng dài hẹp.
Toàn bộ cơ thể của tôm được bảo vệ bằng lớp vỏ kitin cứng, trong đó phần vỏ ở phần đầu ngực, được gọi là vỏ giáp hay mai (tên khoa học là carapace), thường là cứng và dày hơn ở các phần khác. Vỏ giáp thường bao bọc cho mang và phần lớn các cơ quan nội tạng của tôm. Nước thường xuyên được bơm chảy qua mang nhờ vào chuyển động của các chân miệng . Một mũi nhọn và cứng, có thể có nhiều gai sắc, nhô ra ở phần đầu của mai, gọi là chủy, được dùng để tấn công hoặc phòng thủ, và cũng có thể giúp tôm giữ thăng bằng khi bơi ngược. Hai mắt lồi nhô ra từ mai, ở hai bên chủy. Chúng là mắt kép, có trường nhìn toàn cảnh và có khả năng nhận biết tốt các chuyển động xung quanh; tuy nhiên một số loài tôm mù không có thị lực phát triển do thích ứng với môi trường sống chui dưới bùn. Hai cặp ăng ten cũng nhô ra từ phía đầu vỏ giáp. Một trong hai cặp này rất dài, có thể dài gấp đôi chiều dài của thân tôm, và cặp còn lại ngắn. Các ăng ten có cảm biến xúc giác, khứu giác và vị giác. Các ăng ten dài giúp tôm định hướng trong môi trường, còn các ăng ten ngắn giúp đánh giá mức độ phù hợp của thức ăn hoặc con mồi . Có tám cặp chân mọc ra từ phần đầu ngực. Ba cặp đầu, tên khoa học maxilliped, là các chân hàm, để đưa thức ăn vào trong miệng và bơm nước qua mang. Ở loài crangon crangon, cặp chân đầu, maxillula, bơm nước qua khoang mang. Năm cặp còn lại, tên khoa học là pereiopod, tạo thành 10 chân bò của tôm. Ở loài crangon crangon, hai cặp chân bò đầu có càng để cắp thức ăn và đưa thức ăn vào miệng, hoặc dùng để chiến đấu hay tự vệ sinh; còn ba cặp sau, dài và mảnh, để bò hoặc đậu .
Phần bụng tôm, chứa chủ yếu là cơ bắp - tức là chứa chủ yếu phần thịt khai thác được trong thực phẩm cho con người, có sáu đốt. Mỗi đốt có vỏ bọc, lồng lên nhau, và các vỏ bọc này mỏng và mềm hơn phần vỏ giáp, đôi khi có thể trong suốt. Năm đốt đầu có các cặp chân bơi, tên khoa học là pleopod, có hình dạng như mái chèo, dùng khi tôm bơi theo chiều xuôi. Một số loài tôm dùng pleopod để chăm sóc trứng. Một số loài khác có thêm mang ở pleopod, hỗ trợ hô hấp. Tôm đực ở một số loài dùng một hoặc hai cặp pleopod đầu để đưa tinh trùng vào tôm cái. Đốt thứ sáu có chân đuôi, được gọi bằng tên khoa học là uropod. Đuôi cho phép tôm bơi ngược khi cảm thấy bị nguy hiểm, và khi tôm bơi theo chiều xuôi thì đuôi có chức năng dẫn hướng như bánh lái.

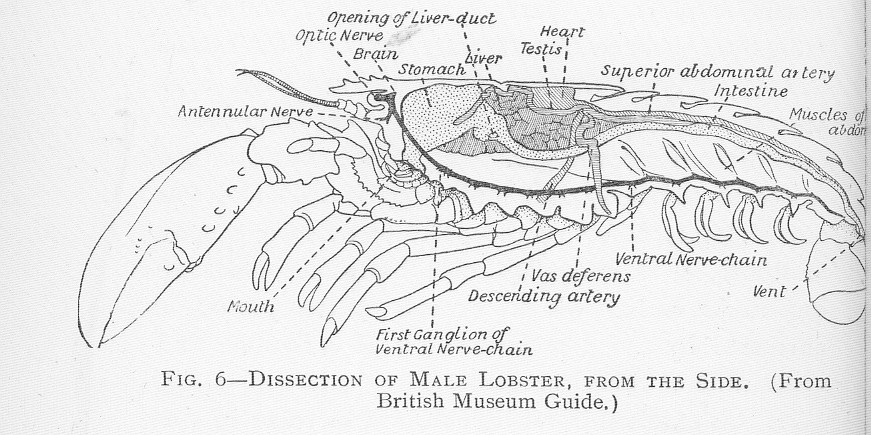
Sơ đồ giải phẫu nội tạng của loài tôm hùm càng đực, thể hiện các bộ phận cơ thể bên trong của tôm

Các hệ thống cơ quan bên trong của tôm có thể được phân chia thành các nhóm: hệ thần kinh, hệ tiêu hóa, hệ hô hấp, hệ tim mạch, hệ cơ, hệ sinh dục, hệ tiết niệu.
Hệ thần kinh của tôm gồm có các đường dẫn truyền tín hiệu thần kinh từ mắt và từ các ăng ten về bộ não nằm ở gần mắt, phía đầu của vỏ giáp, và các dây thần kinh từ não tỏa đến các cơ, để điều khiển vận động, và bộ phận cơ thể khác, dọc theo một trục đi ở phía dưới bụng tôm.
Hệ tiêu hóa của tôm gồm có miệng nằm gần các chân hàm, dẫn thức ăn vào khoang dạ dày, nằm ngay sau não bên trong vỏ giáp và chiếm một thể tích lớn bên trong vỏ giáp. Thức ăn sau khi được tiêu hóa ở dạ dày, sẽ được đẩy chạy dọc theo ruột, là đường ống nhỏ chạy dọc ở phần phía trên của bụng (chạy dọc lưng), và chất thải được đi ra ở lỗ mở của ruột nằm ở đuôi tôm. Phía cuối dạ dày cũng có đường ống nối với gan, nằm ở phía sau dạ dày bên trong vỏ giáp, là nơi chất dinh dưỡng có thể được dự trữ.
Hệ hô hấp có các mang nằm ở sát hai bên thành của mai, phía bên trong mai , gần các chân hàm. Ở một số loài mang còn xuất hiện ở các chân bơi. Nước thường xuyên được chảy qua các mang để cung cấp oxy và mang đi khí cacbonic nhờ vào chuyển động của một số chân hàm, và chân bơi với các mang nằm ở gần chân bơi.
Hệ tim mạch gồm có tim nằm ở phía sau gan bên trong vỏ giáp và gần tiếp giáp với phần bụng, bơm máu, dẫn dinh dưỡng từ gan và dạ dày, và dẫn oxy từ hệ hô hấp, đến các bộ phận khác qua các mạch máu, gồm có mạch máu chạy dọc ở phần phía trên của bụng (chạy dọc lưng) song song với ruột, và các mạch máu dẫn xuống phía dưới ở trong vỏ giáp, và có thể có thêm mạch máu chạy dọc ở phần phía dưới của bụng, mạch máu đi đến phía đầu...
Hệ cơ gồm có các cơ nhỏ nằm trong chân và ăng ten, vận động chân và ăng ten, và một cơ lớn nằm trong bụng, chiếm phần lớn thể tích phần bụng, vận động bụng và đuôi.
Hệ sinh dục, ở tôm đực gồm có tinh hoàn nằm ở bên dưới tim và các ống dẫn tinh trùng xuống bên dưới ra các lỗ ở gốc của chân bò (pereiopod) thứ năm; còn ở tôm cái là các buồng trứng ở dưới tim và ống dẫn trứng xuống bên dưới ra các lỗ ở gốc của chân bò thứ ba. Sau khi tôm đực và tôm cái giao phối, các trứng đã thụ tinh bám vào bên dưới của các chân bơi của tôm cái, ngoại trừ tôm pan đan không ôm trứng bằng chân bơi .
Hệ tiết niệu gồm có thận, bàng quang và niệu đạo dẫn chất thải ra ngoài, tất cả nằm cạnh nhau và ở phía đầu của tôm, bên trong vỏ giáp, và phía trước miệng .

## Dinh dưỡng và chế biến

### Dinh dưỡng
Tôm có calci chủ yếu từ thịt, chân và càng rất có lợi cho xương, đặc biệt là trẻ em.Tôm chứa nhiều axit béo omega như axit eicosapentaenoic (EPA) và axit docosahexaenoic (DHA). Theo Maggie Michalczyk, nhà khoa học kiêm chuyên gia dinh dưỡng tại Chicago, những axit béo này mang lại nhiều lợi ích cho não và tăng cường phát triển thị giác ở trẻ sơ sinh. Do vậy, đưa tôm vào chế độ dinh dưỡng hàng ngày là việc làm quan trọng đối với phụ nữ có thai, đang cho con bú và người đang trong độ tuổi sinh sản. Vỏ tôm tuy chứa ít nhưng cũng đủ để phát triển dĩnh dưỡng cho trẻ thiếu sắt và calci.

### Chế biến
*Tôm sau khi luộc sẽ có màu đỏ. Đó là do trong vỏ của tôm có nhiều loại sắc tố, trong đó có một loại carotenoid gọi là astaxanthin, tạo nên sắc đỏ cam cho tôm (astaxanthin cũng chính là sắc tố tạo nên màu sắc đặc trưng của cá hồi). Bình thường khi tôm còn sống, sắc tố này không thấy được do bị bao bọc bởi các chuỗi protein (beta-crustacyanin) khác nên tôm có màu xanh đen. Sau khi luộc chín, các protein khác bị phá hủy và phân giải ở nhiệt độ cao, sẽ làm hiện ra màu đỏ cam do astaxanthin chưa bị phân hủy. Vì thế tôm cua bị hấp hay luộc sẽ có màu đỏ tươi mà không có thêm màu nào khác, thậm chí những con tôm hay cua màu xanh hoặc vàng cũng đều biến thành màu đỏ cam như vậy.